# Attigadde, Tirthahalli
Attigadde là một làng thuộc tehsil Tirthahalli, huyện Shimoga, bang Karnataka, Ấn Độ.